# كودي سورنسن
كودي سورنسن هو متزلج جماعي كندي، ولد في 6 أكتوبر 1986 في أوتاوا في كندا.

## وصلات خارجية
- كودي سورنسن على موقع IBSF (الإنجليزية)
- كودي سورنسن على موقع IBSF (الإنجليزية)
- كودي سورنسن على موقع اللجنة الأولمبية الدولية (الإنجليزية)
- كودي سورنسن على موقع أوليمبيديا (الإنجليزية)
- كودي سورنسن على موقع اللجنة الأولمبية الكندية (الإنجليزية)